# Strumigenys anetes
Strumigenys anetes är en myrart som beskrevs av Brown 1988. Strumigenys anetes ingår i släktet Strumigenys och familjen myror. Inga underarter finns listade i Catalogue of Life.